# Celobert

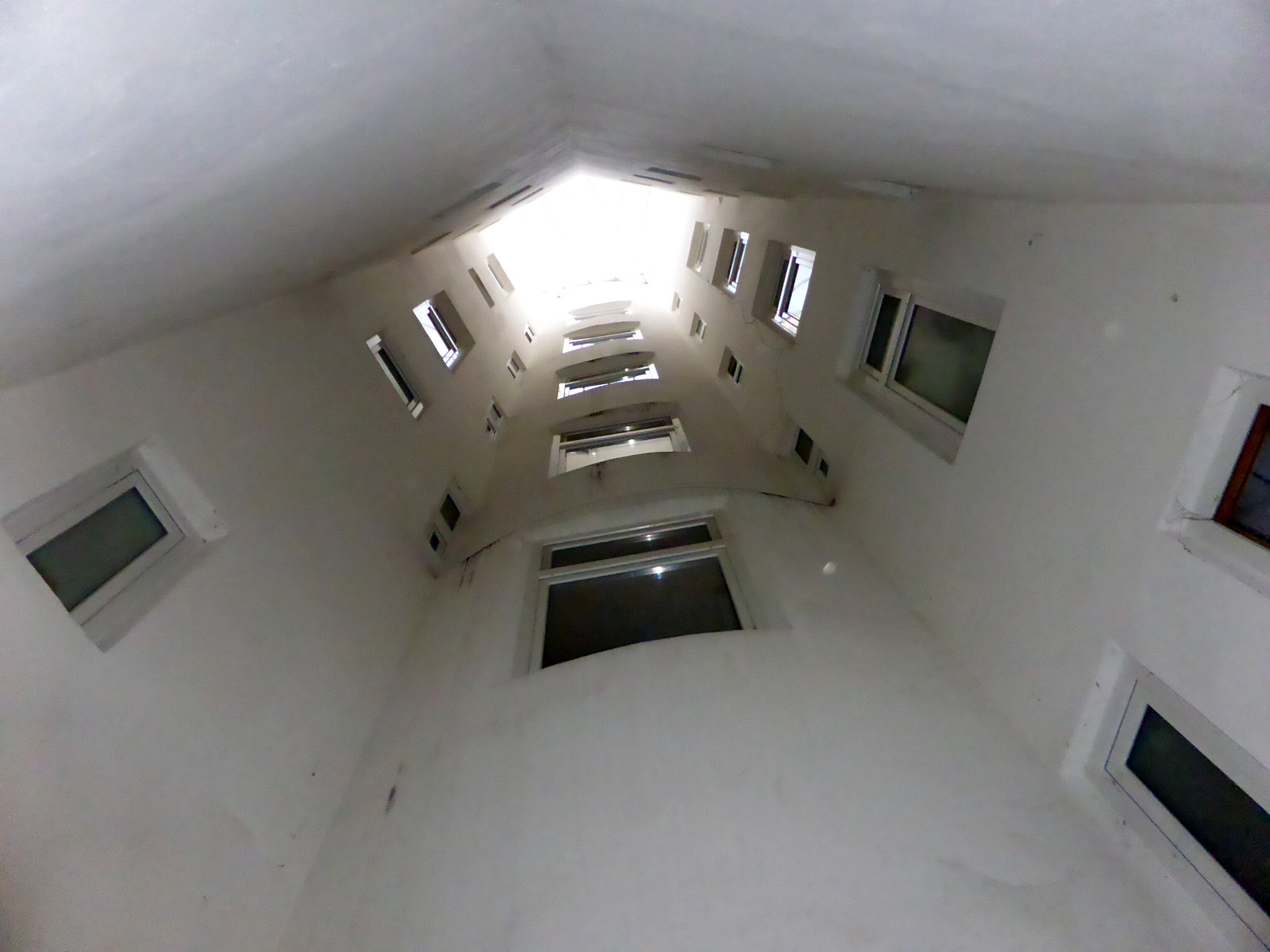
Celobert mostrant les seues finestres interiors al pati.

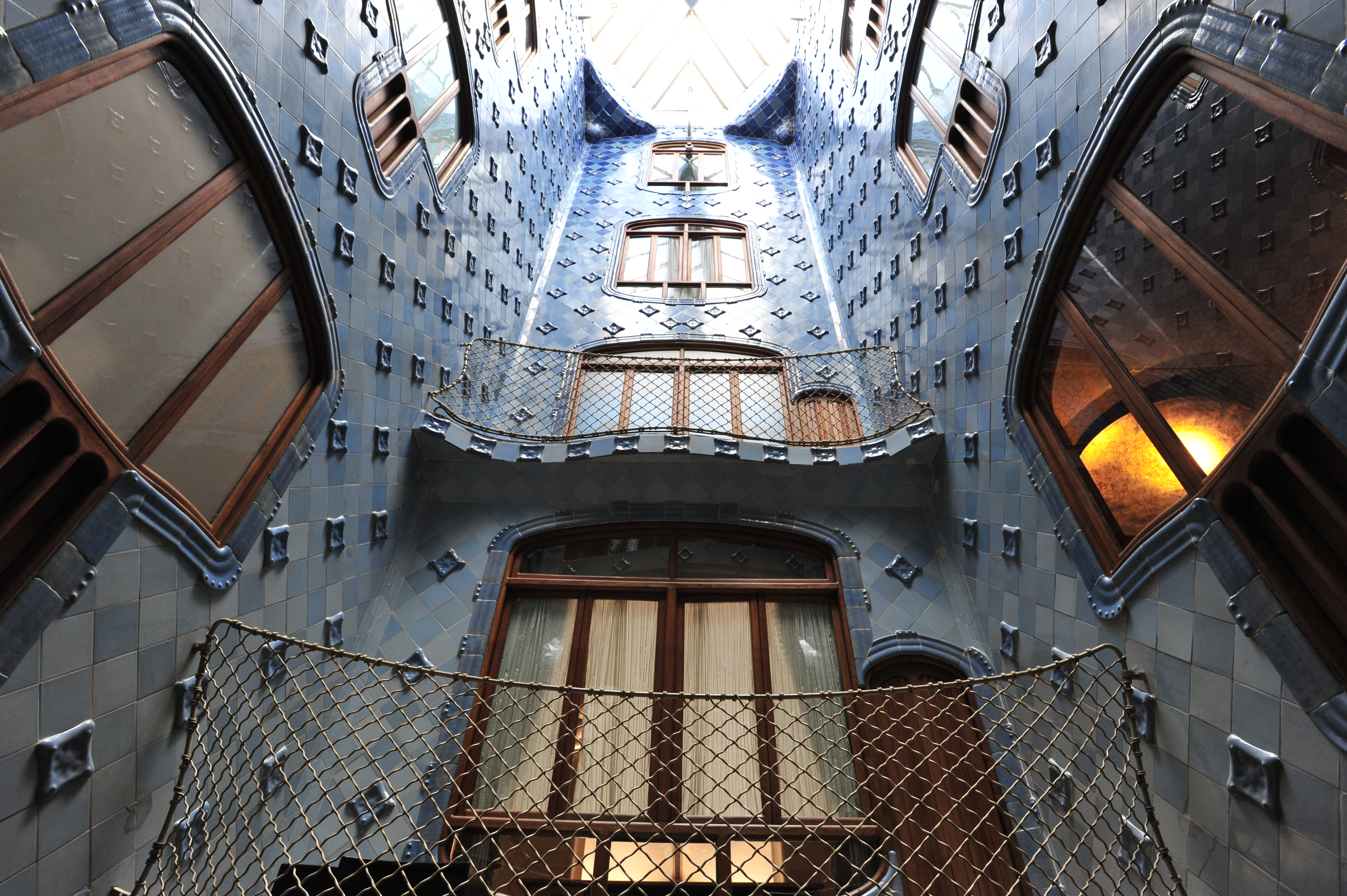
Celobert modernista de la Casa Batlló, a Barcelona

El celobert, desllunat o montpeller (a les Balears) és un element d'arquitectura en forma de pati central interior dins d'un edifici. Permet les vistes entre les diverses plantes de l'edifici, i facilita l'orientació dins d'aquest. Per la seva disposició, més alta que ampla, permet d'introduir una porció de llum indirecta del sol en l'edifici. D'aquí el seu nom: celobert. La seua disposició ajuda a la ventilació de les estades interiors.

## Característiques
El celobert és un tipus de pati interior en l'edifici. Sol posseir una ràtio altura/amplària alt. En la rehabilitació d'edificis sol emprar-se com buit per a la instal·lació d'ascensors. Les finestres de les habitacions i espais interiors solen comunicar-se amb el celobert amb l'objecte de rebre la seua lluminositat, de la mateixa forma sol estar comunicat amb les finestres dels replanells d'una escala d'accés a l'edifici.
Als edificis amb règim de copropietat, el celobert és comunitari i no pertany a cap pis en particular, de manera que cal respectar-ne la forma i no s'hi poden col·locar elements que sobresurtin de les finestres o balcons perquè poden molestar els altres veïns. En alguns casos, també s'usa per a estendre-hi la roba.